# Sri Jayawardenapura Kotte
Sri Jayawardenapura Kotte (in singalese ශ්‍රී ජයවර්ධනපුර කෝට්ටේ, śrī jayavardhanapura kōṭṭē; in tamil சிறீ ஜெயவர்தனபுர கோட்டை, Ciṟī jeyavartaṉapura kōṭṭai), conosciuta come Sri Jayawardenapura o, semplicemente, Kótte, o Giusti, trascritto Koṭṭe da diversi documenti antichi redatti in lingua pāli, è la capitale amministrativa dello Sri Lanka.
Situata nel distretto di Colombo, 8 km ad est della vecchia capitale Colombo, nel 2001 contava 115 826 abitanti. In città ha sede il parlamento dello Sri Lanka, che vi si è insediato il 29 aprile 1982, in occasione della formale inaugurazione della sua sede.
Centro residenziale e mercato agricolo (principalmente dei cereali), conta varie industrie alimentari, tessili e conciarie.
A livello storico è da ricordare per l'omonimo assedio, avvenuto nel periodo 1557-1558 durante la guerra singalese-portoghese.